# Falk Richter
Falk Richter, född 23 oktober 1969 i Hamburg, är en tysk dramatiker och teaterregissör.

## Biografi
1993-1996 studerade Falk Richter lingvistik, filosofi och teaterregi vid Universität Hamburg. Därefter verkade han som frilansande regissör i Tyskland. Han har även regisserat i USA, Nederländerna, Belgien, Österrike, Schweiz, Frankrike och Norge. 2000-2004 var han anställd som regissör vid Schauspielhaus Zürich, 2006-2010 vid Schaubühne am Lehniner Platz i Berlin och 2011-2012 vid Düsseldorfer Schauspielhaus. Han har regisserat klassiker av Bertolt Brecht och Anton Tjechov men framförallt modern dramatik av bl.a. Martin Crimp, Mark Ravenhill, Roland Schimmelpfennig, Lars Norén, Elfriede Jelinek och Jon Fosse. Han har dessutom regisserat opera. Som regissör har han varit representerad på Festspelen i Salzburg, Festival de Liège, Festival Mettre en Scène i Rennes, Melbourne Festival och SPRING Festival Utrecht. Hans dramatik har varit inbjuden till Berliner Theatertreffen (där han även framträtt som regissör), Mülheim Theatertage, Avignonfestivalen och Edinburgh Festival Fringe och har översatts till mer än 25 språk. Som dramatiker debuterade han 1996 med Alles in einer Nacht på Hamburger Kammarspiele. Den enda pjäs som spelats i Sverige är Trust på Teater Galeasen 2013 i översättning och regi av Annika Silkeberg. Den hade urpremiär 2009 på Schaubühne.
Falk Richter skildrar popkulturens maniska jakt på sanning och autenticitet. Han har också gestaltat hur ekonomiska och sociala kollapser inverkar på individerna. Han analyserar hur nutidsmänniskan präglas av globala system som hon förväntas hävda sig i. Han arbetar med en uppbruten dramaturgi med distanseringseffekter. Replikerna flätas samman i rytmiska ordflöden och rollfigurerna blir figuranter i ett verbalt maskineri.

## Teater

### Regi (ej komplett)
| År   | Produktion          | Upphovsmän                                                                            | Teater   |
| ---- | ------------------- | ------------------------------------------------------------------------------------- | -------- |
| 2018 | SAFE                | Falk Richter Översättning Magnus Lindman                                              | Dramaten |
| 2024 | Kung Lear King Lear | William Shakespeare i en fri bearbetning av Falk Richter, översättning Magnus Lindman | Dramaten |